# Knygnešiai

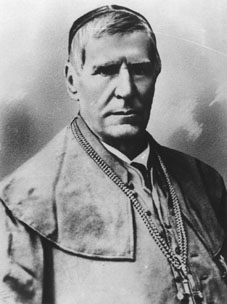
Motiejus Valančius, un dels principals suports de la premsa lituana durant el període de la prohibició

Knygnešiai (singular: knygnešys) (en lituà "transportadors de llibres") foren individus que portaven de contraban llibres en lituà impresos en alfabet llatí per a les àrees de l'Imperi Rus on hi havia parlants de lituà, tot desafiant una prohibició sobre aquestes matèries, vigent des del 1866 al 1904. En oposar-se als esforços de les autoritats imperials russes per substituir la tracicional ortografia llatina amb la ciríl·lica, i en transportar material imprès de llocs tan llunyans com els Estats Units per fer-ho, els knygnešiai es van convertir en un símbol de la resistència lituana contra la russificació.